# Terminal Colón
La Terminal Colón es la primera y única terminal multimodal del Sistema de Transporte Metropolitano de la ciudad de Montevideo. Operan servicios de transporte urbanos, suburbanos y férreos. Se encuentra ubicada en el borde del tejido urbano de la ciudad — al final del Corredor Agraciada/Garzón— sobre la Avenida Eugenio Garzón.

## Características

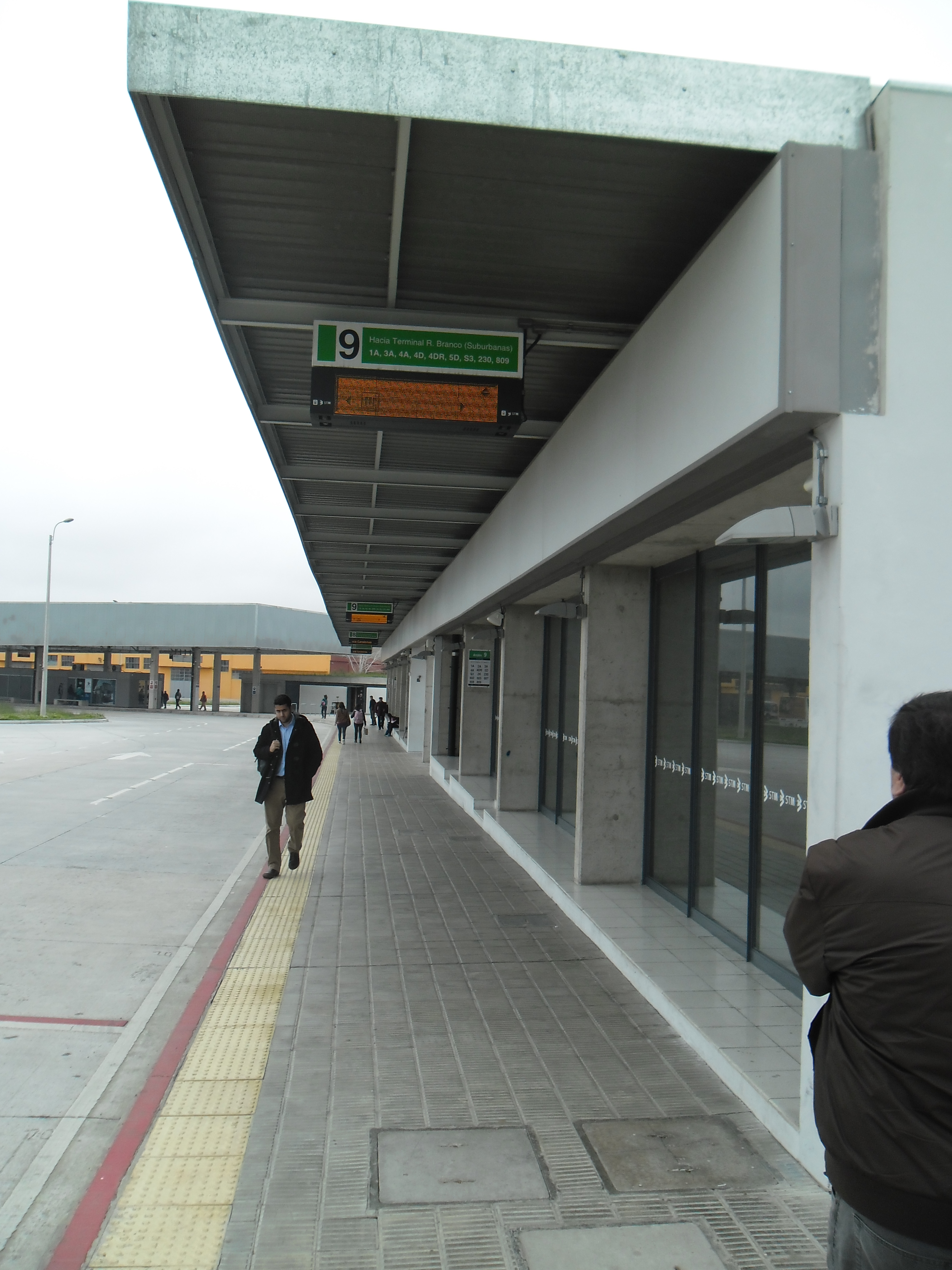
Vista del Andén número 9 de la Terminal

Se encuentra ubicada sobre la Avenida Garzón al oeste, Camino Colman hacia al norte, la vía férrea al este y el Cno. Durán al sur, próxima a la centralidad de Colón y a 800 metros de la Plaza Vidiella, centro histórico, social y comercial de la zona. 
Dicha estación que complementa tanto el transporte vía autobús, como también ferroviario fue inaugurada el día martes 4 de diciembre de 2012 y comenzó a operar el día sábado 8 de diciembre de 2012 a las 05:00 horas.
Cuenta, como espacio principal, con una nave techada de grandes dimensiones para el trasbordo, ascenso y descenso de los pasajeros, plaza de comidas, pequeñas superficies comerciales, puntos de información, servicios higiénicos y salas para actividades culturales. También existe un área de reserva para futuros crecimientos y desarrollo funcional del conjunto y un área importante de oportunidad para la instalación futura de algún tipo de emprendimiento comercial.
En dicha infraestructura de transporte se realiza el intercambio modal dado que, además de los posibles trasbordos entre los diferentes tipos de servicios (troncales, alimentadoras y suburbanos), contando con la parada ferroviaria de pasajeros proveniente de la Línea Montevideo - 25 de Agosto (también conocida como línea Montevideo‑Rivera, por su extensión original).
De forma complementaria, cuenta además con estacionamiento para autos P+R, bicicletas y paradas de taxis. El acceso peatonal principal es sobre la Avenida Garzón, donde se ubica una antigua casona de principios del siglo XX, en la cual están instaladas las dependencias sociales y culturales anexas al Centro Comunal Zonal N°12 del Municipio G. 

## Transporte multimodal

### Urbanos
- 2
- 130
- 145
- 147

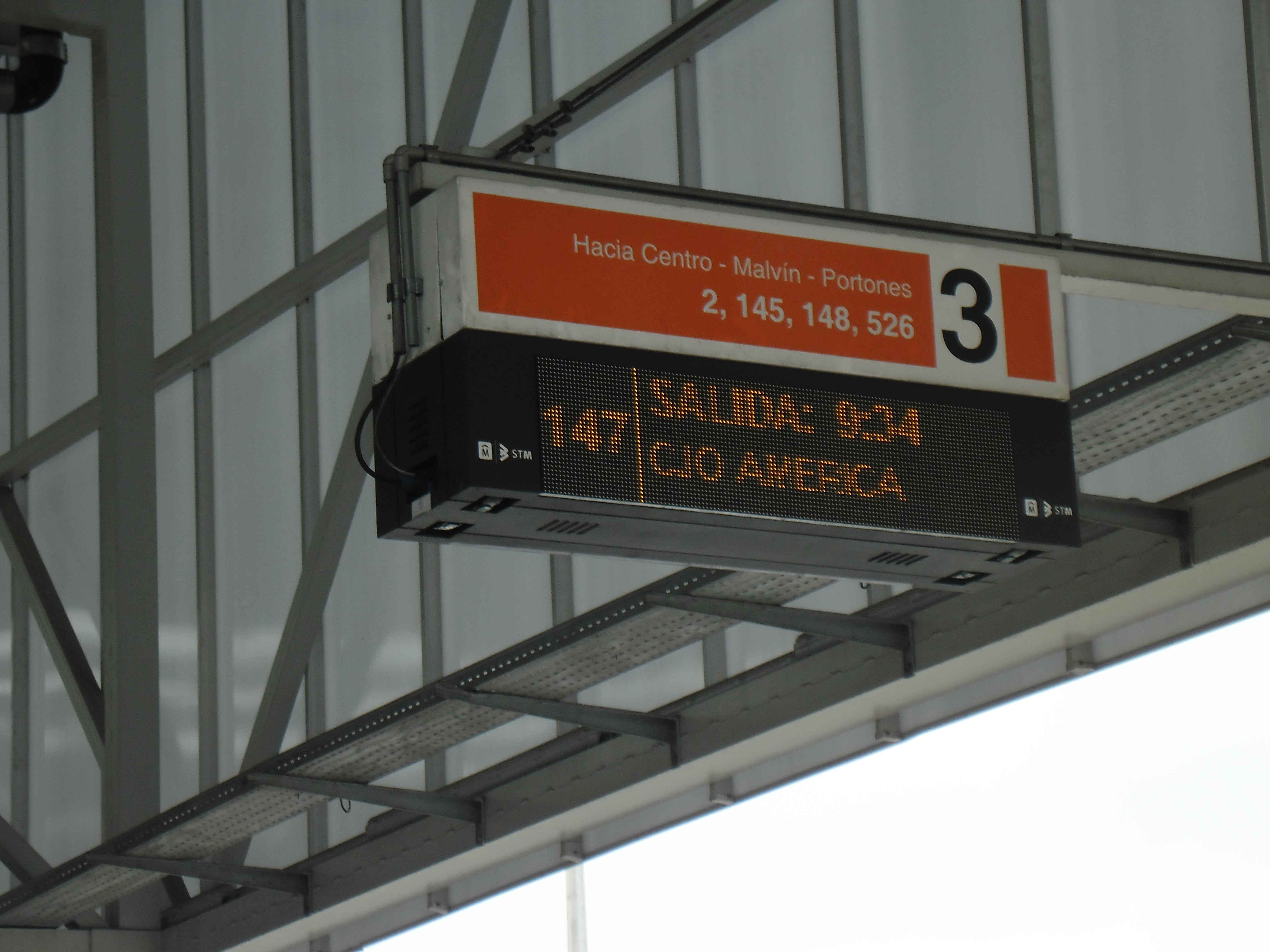
Vista del Andén número 3 de la Terminal.

- 148 (Únicamente cuando su destino es dicha Terminal)
- 174 (Ingresa únicamente cuando su destino es hacia el Hospital Saint Bois, o hacia dicha terminal)
- 526
- G

### Diferenciales y cercanías
- D5
- L3
- L29

### Metropolitanos

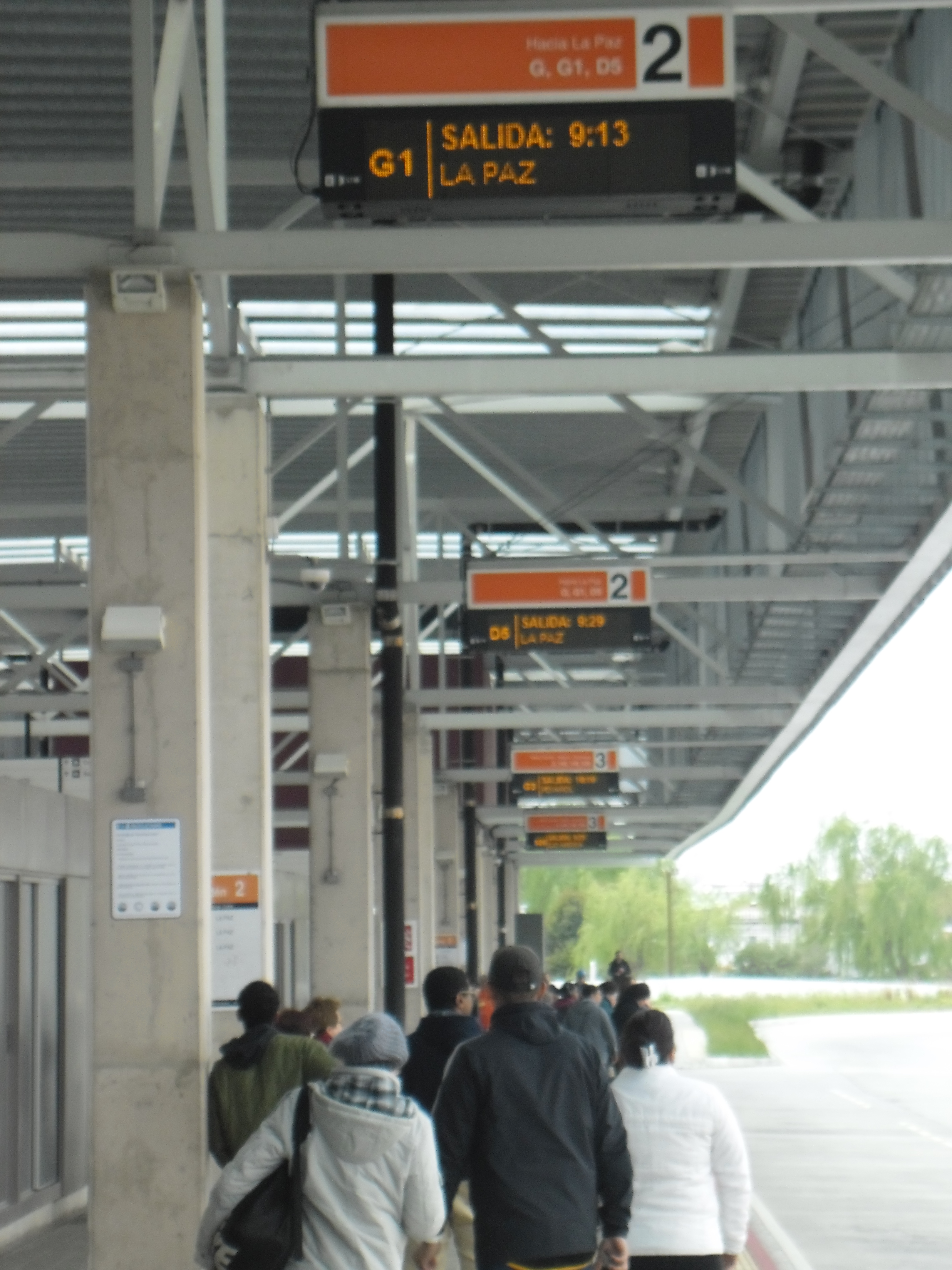
Vista del Andén número 2 de la Terminal.

- 1A
- 2A
- 4A
- 4AC
- 4D
- 4DR
- 5D
- 230
- 757
- 802
- 807
- 808
- 809

### Alimentadoras
Con la aparición de la terminal se crean las líneas alimentadoras, líneas de carácter local que pertenecen a dicha terminal y la unen con localidades cercanas. 
- G3 Conciliación
- G6 Pororó
- G8 Hipódromo de Las Piedras
- G10 Melilla
- G11 Melilla

### Ferrocarril

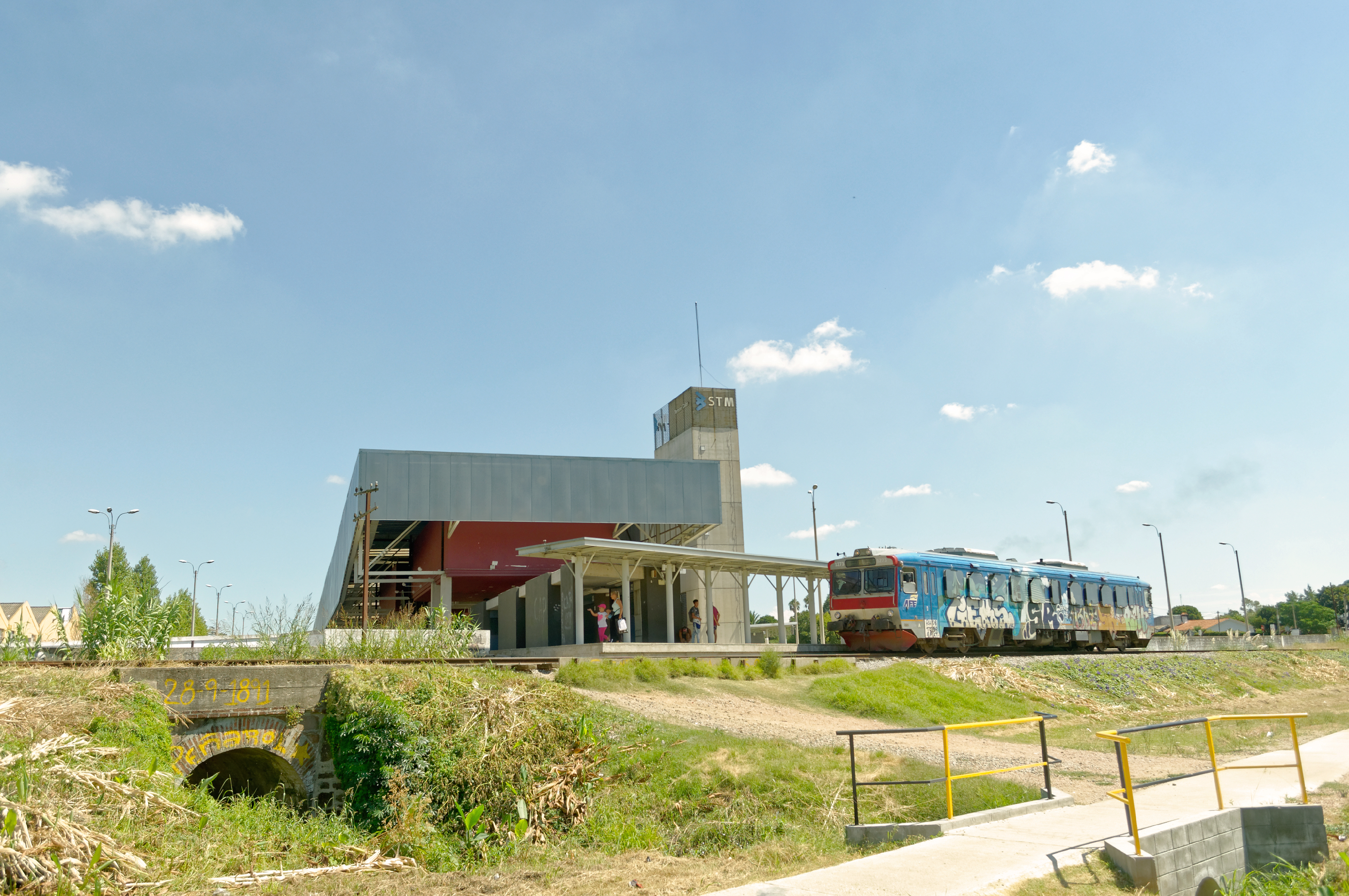
Ferrocarril metropolitano en la Terminal Colón.

## Cambios de funcionamiento

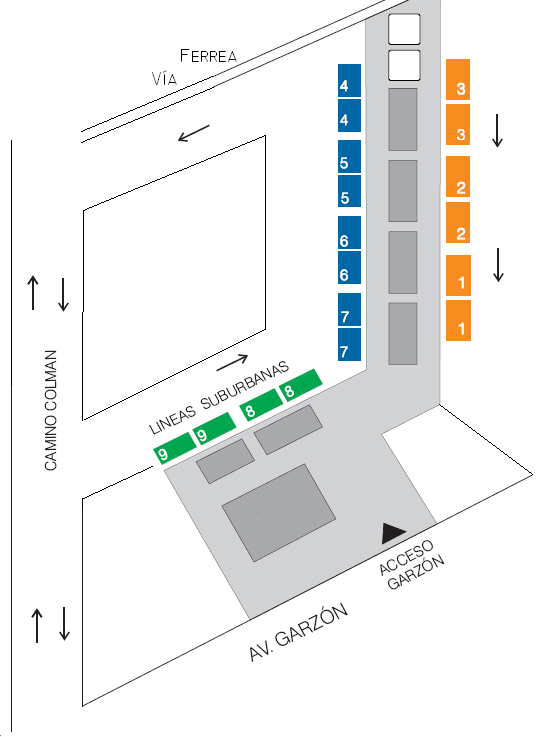
Esquema de sectores y andenes de la Terminal Colón

El 26 de febrero de 2013 se modifican los recorridos de las líneas G4 y G5 y cambian de andenes algunas líneas. Para principios de marzo de 2013 se producen varios cambios en el funcionamiento de la terminal:
- Deja de funcionar la línea G2 y retoman los servicios las líneas 145, 147, 526 y L29 desde y hacia Complejo América (pasando por Terminal Colón).

- Deja de funcionar la línea G9 y retoman los servicios la línea L29 desde La Carbonera (Parque de Actividades Agropecuarias), pasando por Terminal Colón.
- Se mejora la cantidad de servicios intercalados entre las líneas G y G1 desde La Paz, se aumentan los servicios de la Línea G con  destino a la Ciudad de La Paz.
- Desde Aviación Civil, pasan a prestarse durante todo el día servicios intercalados de las líneas 148 y 329 con la línea G4.

- Desde el Hospital Saint Bois, comienzan a prestarse servicios intercalados de las líneas 2 y 329 con la línea G5 (que pasa a hacer su recorrido por Yegros cuando va desde Saint Bois).

- La Línea G6 se extiende su recorrido hacia Aviación Civil, que pasa a ser: Terminal Colón, Saint Bois, Guanahany, Lezica, Aviación Civil.

- Se retoma la línea L3 con su recorrido habitual (hasta Paso Molino) sumándole el destino de Terminal Colón.

- A partir de 2014 se produce una eliminación de línea del G5.

- En 2018 a causa de nuevas modificaciones, las líneas 174, 148 y 329 dejan de circular por la terminal y modifican su recorrido hasta la Plaza Vidiella, circulando únicamente por la Avenida Lézica hacia su destino.[3]

- En febrero de 2020 se retoma la numeración de la línea 130 quedando la línea G únicamente para el recorrido La Paz - Portones Shopping y viceversa.